# 2014년 WK리그
WK리그 2014는 WK리그의 6번째 시즌이다.  중소기업은행과 타이틀 스폰서 계약을 맺음에 따라 2014년 시즌 WK리그는 IBK기업은행 2014 WK리그로 진행했다.
7개 팀이 네 번씩 맞붙는 28라운드의 정규 라운드와 정규 리그 1위 팀을 제외한 상위 두 개 팀이 치르는 플레이오프로 이루어졌고, 정규 리그 1위 팀과 플레이오프 승자가 맞붙는 챔피언 결정전으로 리그 우승팀을 가렸다. 홈 앤 어웨이 제도를 시범 운영해 고양 대교는 고양종합운동장, 대전 스포츠토토는 한밭종합운동장에서 홈 경기를 가졌다. 정규리그 1위 팀 인천 현대제철 레드엔젤스가 챔피언 결정전에서 고양 대교를 승부차기 끝에 물리치고 통산 두 번째 우승을 차지하였다.

## 참가 팀
| 클럽명                   | 지난 시즌 순위 | 창단 연도 | 리그참가 횟수 |
| ------------------------ | -------------- | --------- | ------------- |
| 고양 대교                | 3위            | 2002      | 6             |
| 대전 스포츠토토          | 5위            | 2011      | 4             |
| 부산 상무                | 7위            | 2007      | 6             |
| 서울시청 아마조네스      | 2위            | 2004      | 6             |
| 수원 FMC                 | 6위            | 2008      | 6             |
| 인천 현대제철 레드엔젤스 | 1위            | 1993      | 6             |
| 전북 KSPO                | 4위            | 2011      | 4             |

## 순위

### 리그
| 순위 | 팀                               | 경기 | 승 | 무 | 패 | 득 | 실 | 차  | 승점 | 참가 자격 및 강등  |
| ---- | -------------------------------- | ---- | -- | -- | -- | -- | -- | --- | ---- | ------------------ |
| 1    | 인천 현대제철 레드엔젤스 (C) (O) | 24   | 16 | 5  | 3  | 49 | 14 | +35 | 53   | 챔피언 결정전 진출 |
| 2    | 이천 대교                        | 24   | 12 | 10 | 2  | 34 | 20 | +14 | 46   | 플레이오프 진출    |
| 3    | 서울시청                         | 24   | 10 | 6  | 8  | 29 | 29 | 0   | 36   | 플레이오프 진출    |
| 4    | 대전 스포츠토토                  | 24   | 8  | 8  | 8  | 32 | 31 | +1  | 32   |                    |
| 5    | 수원 FMC                         | 24   | 8  | 5  | 11 | 20 | 31 | -11 | 29   |                    |
| 6    | 부산 상무                        | 24   | 4  | 6  | 14 | 23 | 45 | -22 | 18   |                    |
| 7    | 화천 KSPO                        | 24   | 4  | 4  | 16 | 26 | 43 | -17 | 16   |                    |

* 마지막 업데이트 : 2016년 7월 13일
* 출처 : WK리그 공식 웹사이트
* 순위 결정방식 : 
1) 승점; 2) 골 득실차; 3) 득점 수.
* (C) = 우승; (R) = 강등; (P) = 승격; (O) = 플레이오프 승리; (A) = 다음 라운드 진출 
* 시즌이 끝나지 않은 경우만 사용되는 표시: 
(Q) = 대항전 진출 자격이 됨; (TQ) = 대항전 진출 자격이 됐으나 진출할 라운드가 정해지지 않음; (RQ) = 강등 결정전 진출 자격이 됨; (DQ) = 대항전 진출 자격을 잃음.

### 플레이오프
| 2014년 10월 6일 | 이천 대교  | 1 : 0 | 서울시청 아마조네스 | 고양종합운동장, 고양 |  |  |
| 19:00 (UTC+9)   | 이현영 76′ |       |                     |                      |  |  |
|                 |            |       |                     |                      |  |  |

### 챔피언 결정전

#### 1차전
| 2014년 10월 13일 | 이천 대교 | 0 : 1 | 인천 현대제철 레드엔젤스 | 보은공설운동장, 보은 |  |  |
| 16:00 (UTC+9)    |           |       | 정설빈 72′               |                      |  |  |
|                  |           |       |                          |                      |  |  |

#### 2차전
| 2014년 10월 20일 | 인천 현대제철 레드엔젤스 | 0 : 0 | 이천 대교 | 고양종합운동장, 고양 |  |  |
| 16:00 (UTC+9)    |                          |       |           |                      |  |  |
|                  |                          |       |           |                      |  |  |

| WK리그 우승                    |
| 인천 현대제철 레드엔젤스       |
| WK리그 2013 · WK리그 2014      |
| 제6대 WK리그 챔피언 (2회 우승) |
| ------------------------------ |
| 2013년･2014년                  |

## 시즌 기록

### 득점
| 순위 | 이름     | 소속 팀                  | 득점 |
| ---- | -------- | ------------------------ | ---- |
| 1    | 박희영   | 대전 스포츠토토          | 11   |
| 2    | 박은선   | 서울시청 아마조네스      | 9    |
| 2    | 비야     | 인천 현대제철 레드엔젤스 | 9    |
| 2    | 유영아   | 인천 현대제철 레드엔젤스 | 9    |
| 5    | 쁘레치냐 | 고양 대교                | 8    |
| 6    | 권하늘   | 부산 상무                | 8    |
| 7    | 이현영   | 고양 대교                | 6    |
| 7    | 김상은   | 전북 KSPO                | 6    |

### 도움
| 순위 | 이름   | 소속 팀                  | 도움 |
| ---- | ------ | ------------------------ | ---- |
| 1    | 따이스 | 인천 현대제철 레드엔젤스 | 10   |
| 2    | 이세은 | 인천 현대제철 레드엔젤스 | 7    |
| 3    | 박성은 | 서울시청 아마조네스      | 6    |
| 3    | 박지영 | 대전 스포츠토토          | 6    |
| 5    | 비야   | 인천 현대제철 레드엔젤스 | 5    |
| 6    | 서현숙 | 고양 대교                | 4    |
| 6    | 최유정 | 수원 FMC                 | 4    |
| 6    | 이민아 | 인천 현대제철 레드엔젤스 | 4    |